# 尖齒紫魚
尖齒紫魚，又稱尖齒姬鯛、紫魚，為輻鰭魚綱鱸形目鱸亞目笛鯛科的一種。

## 特征與生活習性
本魚眼間隔平坦，胸鰭長，肛門達到的水平，整體顏色玫瑰紅色，頂部與縱向的網紋線和點，呈棕黃色，背鰭黃色波浪線的頭，背鰭硬棘10枚;背鰭軟條11-12枚;臀鰭硬棘3枚;臀鰭軟條8枚，體長可達70公分，生活在岩石底質海域；眼睛较大，口大，上下颌前端各有两个大犬牙，两侧牙细小；身体被栉鳞，但头背部裸露，背鳍和臀鳍基底没有被小鳞；尾鳍分叉，尾鳍上叶的鳍条延长，屬肉食性，以魚類、甲殼類、頭足類、腹足類等為食。

## 分布
分布於東印度洋區的安達曼海、西太平洋區，從蘇門答臘至新幾內亞海域、红海、东至印度尼西亚、北至中国，包括南海、台湾海峡南部等海域，棲息深度40-120公尺，属于热带和亚热带近底层鱼类。其常见于沙泥底质海区。该物种的模式产地在Siboga、西苏门答腊。

## 經濟價值
可作為食用魚。